# Baptistischer Friedhof Weltersbach
Der Baptistische Friedhof Weltersbach befindet sich im Leichlinger Ortsteil Weltersbach auf dem Gelände des Evangelisch-Freikirchlichen Diakoniewerks Pilgerheim Weltersbach. Er liegt im Eingangsbereich des vom Diakoniewerk betriebenen Seniorendorfes, in dem zirka 500 Bewohner leben.

## Geschichte
Die Genehmigung zur Anlage der baptistischen Begräbnisstätte in Weltersbach erfolgte am 10. März 1930 durch das Regierungspräsidium in Düsseldorf. Zu den mit dieser Genehmigung verbundenen Auflagen gehörten unter anderem die Einfriedung der Friedhofsanlage und die Verschließbarkeit des Friedhoftores. Außerdem sollte die Friedhofsgrenze „vom neuen Bachbette des Weltersbaches“ mindestens 35 Meter entfernt bleiben. Wann die erste Beisetzung auf dem baptistischen Friedhof erfolgte, ist aus den vorhandenen Unterlagen nicht mehr zu ermitteln. Als wahrscheinlich gilt jedoch, dass sie noch im Jahr 1930 erfolgte.
Auf dem Friedhof war zunächst die Anlage von 115 Grabstätten vorgesehen. Im Jahr 1955 stellte der Träger des Friedhofs bei der Stadtverwaltung Leichlingen einen Antrag auf Erweiterung des Geländes. Diesem Antrag wurde am 13. September 1956 entsprochen. Ein weiterer Erweiterungsantrag wurde 1972 gestellt und ebenfalls von den Behörden genehmigt.

## Trägerschaft und Bestattungsordnung
Der baptistische Friedhof Weltersbach befindet sich in der Trägerschaft des Evangelisch-Freikirchlichen Diakoniewerks Pilgerheim Weltersbach. Das Diakoniewerk wurde 1926 durch die Gemeinden der Evangelisch-Freikirchlichen Landesverbände Rheinland und Westfalen ins Leben gerufen.
Der Weltersbacher Friedhof ist ein sogenannter Heimfriedhof. Er dient ausschließlich solchen Menschen als Begräbnisstätte, die vorher im Seniorendorf gewohnt und mit dem Träger einen Bestattungsvertrag abgeschlossen haben. Dabei spielt die Konfession keine Rolle. Der überwiegende Anteil der auf dem Heimfriedhof Bestatteten kommt jedoch aus dem freikirchlichen Umfeld. Es finden ausschließlich Erdbestattungen statt. Für die vier auf dem Friedhof befindlichen Urnengräber liegt eine Sondergenehmigung vor. Bis auf wenige Ausnahmen haben alle Grabsteine einen uniformen Charakter.

## Besondere Gedenkstätten
Auf dem Weltersbacher Friedhof befindet sich eine besondere Gedenkstätte, die für die bei einem Bombenangriff auf Berlin im Jahr 1943 ums Leben gekommenen Diakonissen des baptistischen Schwesternhauses Martha errichtet wurde. Außerdem finden sich auf dem Friedhof verstreut Gräber von Persönlichkeiten, die in der neueren Geschichte der deutschen Baptisten eine Rolle gespielt haben, darunter auch das Grab von Elisabeth Flügge, die im März 2010 verstarb. Elisabeth Flügge war langjährige Vorsitzende des deutschen evangelisch-freikirchlichen Frauendienstes und unter anderem von 1962 bis 1967 Präsidentin des Frauenwerks der Europäisch-Baptistischen Föderation sowie auch Vorstandsmitglied der Frauenarbeit des Baptistischen Weltbundes.